# Acide diatrizoïque
L'acide diatrizoïque est la molécule active de médicaments utilisés comme produits de contraste radiologique iodé (propriétés opacifiantes).
Commercialisé sous le nom de Gastrografine, il pourrait être aussi utilisé en traitement de la bothriocéphalose, une maladie due à un ver parasite : Diphyllobothrium latum.
Il fait partie de la liste des médicaments essentiels de l'Organisation mondiale de la santé (liste mise à jour en avril 2013).